# Móbilis
Móbilis és el nom comercial d'una targeta de contacte de transport públic emesa per l'Entitat Metropolitana de Transport de València i funcional als transports públics de València i l'Àrea Metropolitana de València. Aquesta targeta incorpora un xip informàtic que en permet l'ús com a abonament recarregable als autobuses de l'EMT València, el Metrobús de València i el Metro de València, aquests dos pertanyents al FGV. La targeta es llançà l'1 de gener de 2009, i es preveu suprimir l'anterior sistema d'abonaments magnètics l'1 d'abril del mateix any.

## Ús
La targeta es carrega amb diners als punts de venda habituals, com ara les estacions de metro, els estancs i els quioscs. Açò es pot fer també a les màquines situades a les estacions de metro. També s'hi pot consultar el nombre de viatges que queden.
L'ús de la targeta consisteix a apropar-la fins al panell de contacte, indicat amb un cercle roig, que hom pot trobar a les estacions i al cotat del conductor als autobuses. Alhora que entra en contacte amb el panell, se'n lleva un viatge i ho indica a la pantalla a sobre el panell, a més de comunicar el saldo de viatges restants.

## Modalitats
Existeix diverses modalitats segons les necessitats. S'emet targetes vàlides només al metro o només als autobusos. Llavors existeix la targeta integrada que combina tots els serveis d'autobús i metro i en permet el transbordament. Per a totes n'hi ha per a les zones A, B, C o D, amb un increment de preu corresponent. També la tarjeta integrada comporta un escreix en el preu: per a la zona A, aquesta costa un euro més per cada deu viatges.
La targeta o suport és disponible a les estacions de metro, els estancs i quioscs. Se’n pot comprar de diversos tipus: abonaments d'estudiant o de gent gran, i després targetes vàlides per a un any (de cartó) o per a cinc (de plàstic). Aquestes dues darreres tenen una càrrega mímima de deu viatges i una de màxima de trenta; els abonaments especials acostumen a ser d'un any sense límit al nombre de viatges. Les targetes costen dos euros el 2009 mentre els abonaments en valen quatre euros amb cinquanta.